# Дубакино (Московская область)
Дубакино — деревня в Зарайском районе Московской области, в составе муниципального образования сельское поселение Машоновское (до 29 ноября 2006 года входила в состав Черневского сельского округа), в деревне одна улица — Полевая и 4 садовых товарищества.

## Население
| 2002 | 2006 | 2010 |
| ---- | ---- | ---- |
| 18   | ↘12  | ↘3   |

## География
Дубакино расположено в 20 км на запад от Зарайска, на левом берегу малой реки Замутица бассейна реки Осётр, высота центра деревни над уровнем моря — 177 м.

## История
Дубакино впервые в исторических документах упоминается в 1649 году, до 27 апреля 1923 входила в состав Каширского уезда Тульской губернии. В 1929 году был образован колхоз «Новый труд», с 1950 года — в составе колхоза «Заря свободы», с 1960 года — в составе совхоза «40 лет Октября».